# Mechanic: Resurrection
Mechanic: Resurrection (bra: Assassino a Preço Fixo 2 - A Ressurreição; prt: Mechanic: Assassino Profissional) é um filme de suspense dirigido por Dennis Gansel. É escrito por Philip Shelby e Tony Mosher a partir de uma história de Shelby e Brian Pittman. É a sequela do filme de 2011  Assassino a Preço Fixo , que era um remake do filme de 1972 de mesmo nome. O filme é estrelado Jason Statham, Tommy Lee Jones, Jessica Alba e Michelle Yeoh.
 Mechanic: Resurrection  estreou em Hollywood em 22 de agosto de 2016 e foi lançado nos cinemas nos Estados Unidos em 26 de agosto de 2016. Recebeu críticas negativas, porém, foi um sucesso comercial, arrecadando US$ 125,7 milhões.

## Sinopse
Depois de fingir sua morte, Arthur Bishop tem vivido tranquilamente no Rio de Janeiro com o nome de Santos. Ele é abordado por uma mulher que afirma que o seu empregador deseja que Bishop mate três alvos e faça parecer como acidentes. Bishop tira uma foto dela, e briga com seus mercenários antes de escapar. Bishop vai para a Tailândia e se refugia na casa de praia de sua amiga, Mae.
Uma mulher jovem e atraente chamada Gina Thorne chega à costa e quando ela pede à Mae alguns itens de primeiros socorros, Mae percebe um lábio cortado e hematomas no braço que sugerem que ela está sendo tratada mal. Naquela noite, Mae percebe a jovem sendo atacada em seu barco e convence o Bishop de sair para ajudar. Ele embarca no barco, mas suas tentativas para avisar o homem passar despercebida e na discussão que se seguiu o homem cai, bate a cabeça em um pedaço de equipamento do barco e é morto. Mae chega, para tirar Gina da costa, e Bishop rapidamente explora o navio em busca de pistas antes de atear fogo a ele para cobrir seus rastros. Bishop descobre que a moça é chamada Gina, e está trabalhando para Crain e confronta ela, que revela que ela estava trabalhando em uma abrigar crianças no Camboja e Crain ameaçado as crianças e forçou-a a chegar ao local do Bishop. Bishop deduz que o plano de Crain era fazê-lo se apaixonar por ela antes que ela é sequestrada e assim Bishop será forçado a aceitar a missão. Mais tarde, Bishop percebe agentes de Crain observando-o e fica íntimo com Thorne. Ele revela a ela que ele e Crain foram vendidas a um gangster quando eram crianças órfãs. Eles foram treinados como guerreiros até que Bishop escapou. Bishop e Thorne acabar fazendo sexo antes de serem ambos sequestrado na manhã seguinte. Bishop é trazido a Crain, que dá as identedades dos três alvos.
O primeiro alvo do Bishop é um senhor da guerra chamado Krill, que está encarcerado em uma prisão da Malásia. Bishop viaja para a Malásia e fica preso para te acesso à Krill. Bishop ganha a confiança do Krill, matando um homem que já tinha planejando matar Krill. Bishop se reúne com Krill e mata-o e Bishop escapa da prisão com a ajuda de agentes de Crain.
Bishop é informado de que ele só tem 36 horas para matar o próximo alvo, Adrian Cook, que dirige uma rede de tráfico de menores de idade em Sydney, Austrália. Cook vai para um mergulho em sua piscina de vidro fora do seu apartamento em um prédio alto. Bishop quebra o vidro, fazendo com que a água derrame com Cook despencando para a morte. Mais uma vez, bishop faz uma fuga limpa.
Bishop encontra o barco onde Thorne está e tenta salvá-la, mas não consegue. Ele é informado de que ele tem 24 horas para matar o último alvo, Max Adams, que é um traficante de armas na Bulgária. Adams e Bishop decidem trabalhar juntos contra Crain. Bishop finge a morte de Adams e diz Crain que o trabalho está feito. Eles organizam uma reunião; mas Crain é revelado para ser a planear ter Bishop morto.
Bishop mata os homens de Crain antes de ir para o barco de Crain, onde ele luta mais mercenários antes de chegar ao Crain. Bishop encontra Thorne, e eles descobrem que Crain tem o barco equipado para explodir. Bishop coloca Thorne em uma cápsula de câmara de fuga debaixo d'água para deixá-la escapar e vai encontrar Crain e derrota-lo em combate corpo a corpo. Bishop deixa Crain acorrentado com uma corrente da âncora do barco e escapa momentos antes da explosão de barco, matando Crain. Thorne é informado de que não houve sobreviventes.
Thorne retorna ao Camboja para continuar seu trabalho. Ela fica surpresa quando o Bispo aparece. A última cena mostra Max Adams revendo imagens de segurança, que mostram Bishop escapando em outra câmara de saída do barco de Crain. Adams exclui o vídeo e Bishop forja sua morte mais uma vez.

## Elenco
- Jason Statham como Arthur Bishop
- Jessica Alba como Gina Thorne
- Tommy Lee Jones como Max Adams
- Michelle Yeoh como Mae
- Sam Hazeldine como Riah Crain
- Rhatha Phongam como Courier/Renee Tran
- Natalie Burn como Natalie Stone

## Filmagens
As filmagens começaram em 4 de novembro de 2014 em Bangkok, Tailândia. As filmagens também ocorreram na Bulgária; George Town; e Sydney, Austrália.[carece de fontes?]